# Восточногессенский диалект

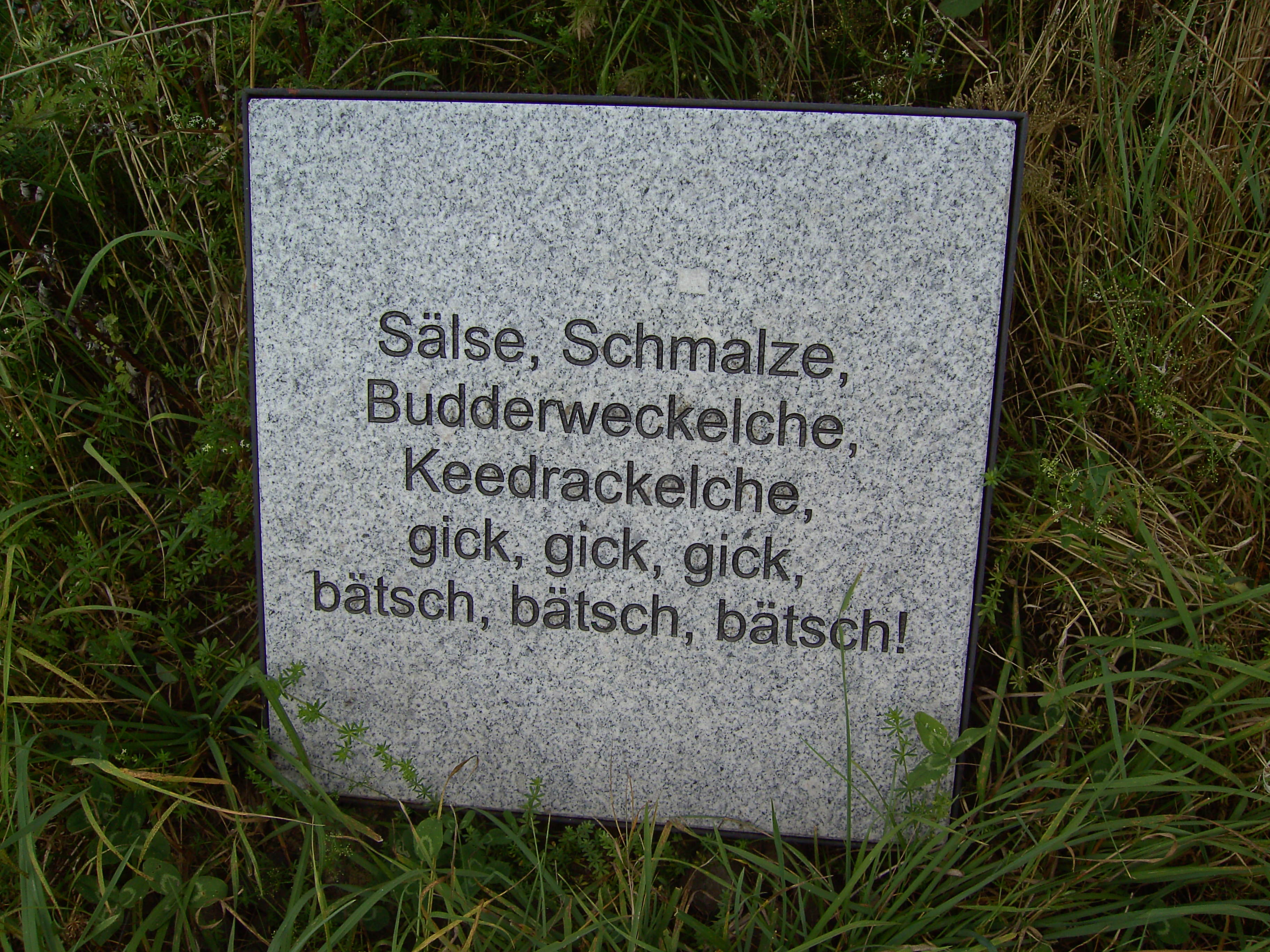
Надпись на рёнском диалекте

Восточноге́ссенский диалект (нем. Osthessisch) — самостоятельный средненемецкий диалект, распространённый в восточной части Гессена, в частности в Фульде и Рёне. Границы диалекта достигают на юге Шлюхтерна, на западе — Фогельсберга и Лаутербаха, на севере — до Бад-Херсфельда, на востоке до тюрингской Гайзы. С севера к восточно-гессенскому диалекту подходит нижнегессенский, на западе — среднегессенский, на востоке — тюрингский, на юго-востоке — восточнофранкский, на юго-западе — рейнскофранкский.

## Характеристика
Вопреки старой диалектологической немецкой традиции, современные исследователи склонны рассматривать восточно-гессенский диалект не как просто часть рейнскофранкской области, а как смешение соседствующих с ним диалектов. Генрих Дингельден, издатель гессенского языкового атласа от научно-исследовательского института немецкого языка при Марбургском университете, указывал на то, что восточногессенский диалект, в отличие от других гессенских диалектов, имеет совсем иную, более закостенелую структуру и находит некоторые сходства с алеманнскими диалектами Айфеля. Схожесть диалекта Фульды с алеманнским и его отдалённость от близких рейнскофранкских подтверждается тем, что средневерхненемецкие долгие i, ü (iu) и u в процессе дифтонгирования так и не перешли в ei, eu и au.
Диалект Фульды также используются в южной Венгрии в городе Печ: обычно это потомки эмигрантов XVIII века, которые вели сельский образ жизни, что позволило сохранить диалект в целости. Сами себя они называют Stiffoller, что в верхненемецком означает Stiftsfuldaer (отсылка к фульдскому аббатству, откуда происходили их предки).